# 懶猴總科
懶猴總科（學名：Lorisoidea）為棲息於非洲與亞洲的夜行性原猴，底下包括嬰猴科與懶猴科（pp. 34–35）。懶猴總科物種與馬達加斯加的狐猴為近親，且同樣屬於狐猴型下目，但有時懶猴總科也會被分類至獨立的懒猴型下目下（p. 38）。

## 分類學
- 靈長目 Primates
  - 原猴亞目 Strepsirrhini
    - †兔猴型下目 Adapiformes

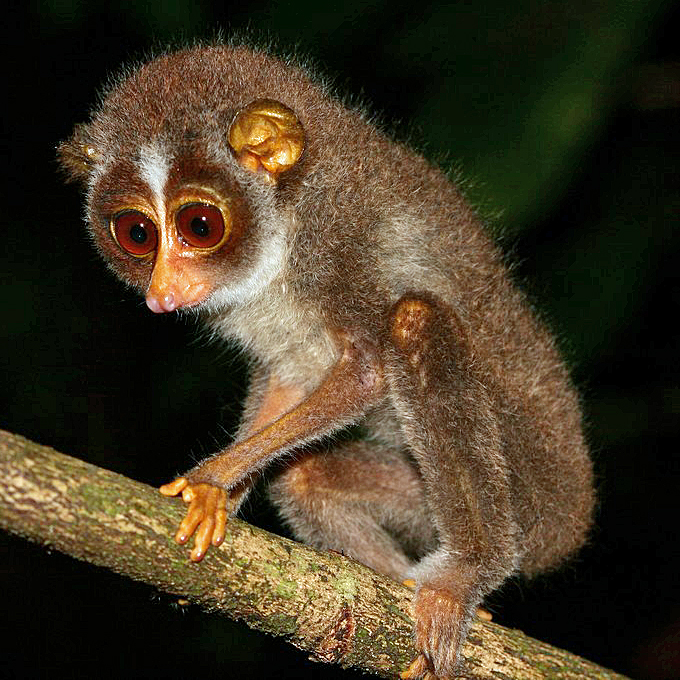
蜂猴（Loris tardigradus）

    - 狐猴型下目 Lemuriformes[a]
      - 狐猴總科 Lemuroidea
      - 懶猴總科 Lorisoidea
        - 懶猴科 Lorisidae
        - 嬰猴科 Galagidae

  - 簡鼻亞目 Haplorhini：眼鏡猴、猴及猿